# Béla Miklós
Béla Miklós de Dálnok, Vitéz de Dálnok (11 de junho de 1890 – 21 de novembro de 1948) foi um oficial militar e político húngaro que serviu como primeiro-ministro interino da Hungria, inicialmente na oposição e depois oficialmente, de 1944 a 1945. Ele foi o último primeiro-ministro da Hungria em tempos de guerra.

## Biografia
Béla Miklós nasceu em uma família de sículos primipilus em Budapeste, em 11 de junho de 1890. Seus pais eram Gergely Miklós de Dálnok e Janka Traviczky. Miklós usou o título de dálnoki em homenagem a Dálnok, na Transilvânia (hoje Dalnic, parte da Romênia), onde seu pai trabalhava como professor. Béla Miklós casou-se com Éva Csákány. 
Ele concluiu os estudos secundários no Ginásio Principal Honvéd de Sopron em 1907. Depois de se formar na Academia Militar Ludovica em 1910, ele foi promovido a Tenente Hussardo. Ele participou da Primeira Guerra Mundial. Ao retornar para casa, ele se tornou membro do comando militar de Sopron. Formou-se na Escola de Estado-Maior entre 1920 e 1921, depois trabalhou no Ministério da Defesa. Ele foi premiado com a Ordem de Vitéz pelo regente Miklós Horthy em 1929. No mesmo ano, ele se tornou vice-chefe do Gabinete Militar do Regente. 
Miklós foi brevemente chefe da inteligência militar até ser nomeado adido militar em Berlim e Estocolmo entre 1933 e 1936, vindo a liderar seu próprio regimento. Depois de passar do comando regimental para o comando de corpo, ele se tornou diretor militar do gabinete do Almirante Miklós Horthy, regente da Hungria, em outubro de 1942. Ele foi promovido a Coronel General em 1943. 

### Final da Segunda Guerra Mundial

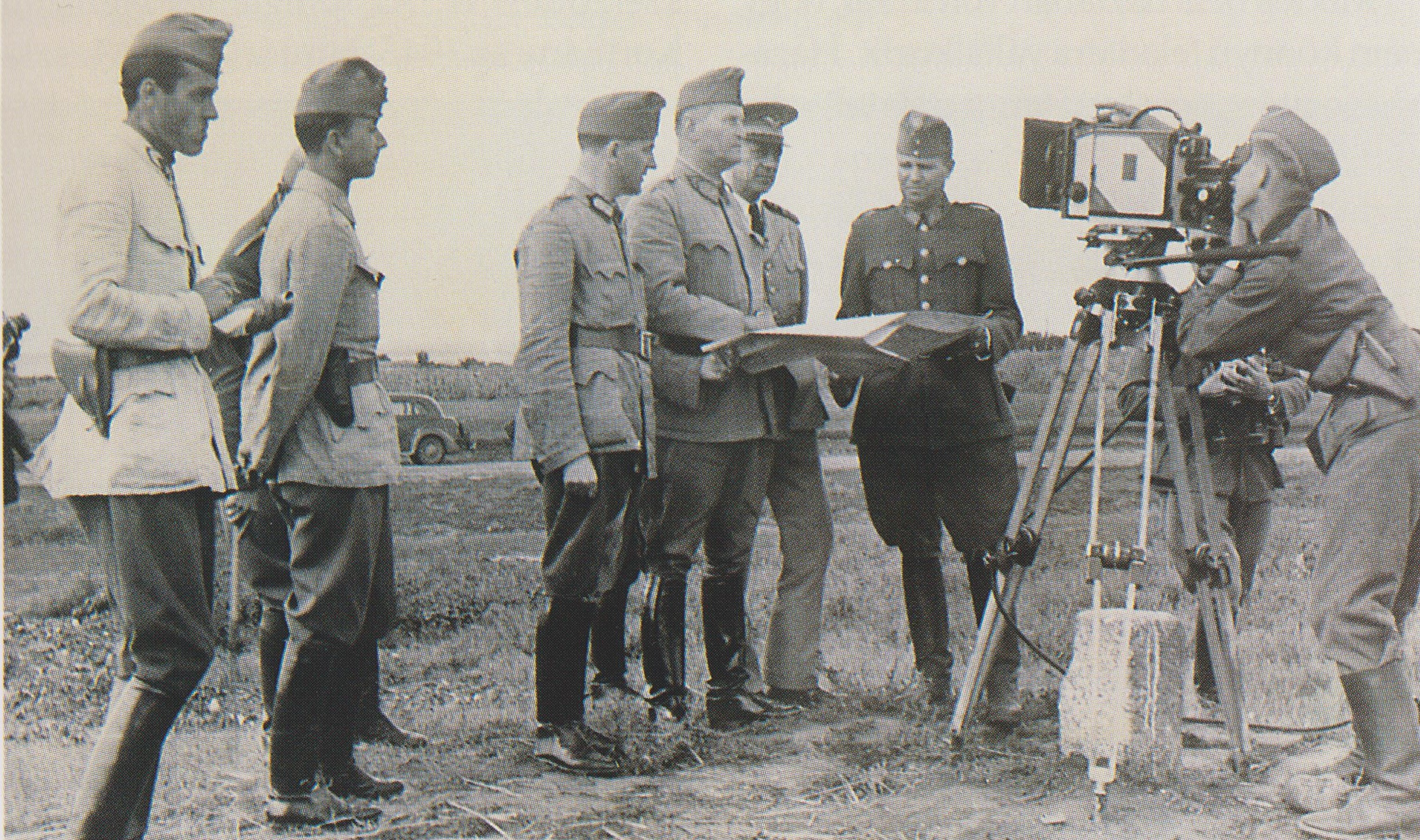
Miklós concede uma entrevista na frente de batalha a correspondentes de guerra alemães em 1941

Miklós tornou-se comandante geral do Primeiro Exército Húngaro em 1º de agosto de 1944 e apoiou a saída das potências do Eixo e a adesão ao Exército Vermelho. Em 16 de outubro de 1944, Miklós recebeu ordem de comparecer ao quartel-general do general alemão Gotthard Heinrici. Desconfiado de uma eventual prisão, ele desertou pela frente húngara com um de seus ajudantes e dois sargentos. Ele se aproximou das forças soviéticas. Depois de alguma apreensão, eles escoltaram Miklós até Lisko, perto de Przemyśl. Este era o local do quartel-general soviético. 
Miklós chegou a Lisko na manhã de 17 de outubro. A pedido dos soviéticos, ele falou no rádio e fez um apelo para que os oficiais comandantes do Primeiro Exército Húngaro desertassem com suas unidades para o lado dos soviéticos. 
Os soviéticos rearmaram os prisioneiros de guerra e planejaram formar um exército de libertação húngaro a partir dos desertores. Mas, com exceção de um comandante regimental, nenhum outro oficial húngaro desertou em resposta ao apelo de Miklós. O único comandante regimental que desertou foi preso pelos alemães e imediatamente executado. 
Poucos dias depois, emissários soviéticos foram enviados para negociar com Miklós sobre a formação de um contragoverno húngaro. Essas negociações não surtiram efeito. 

### Governo interino

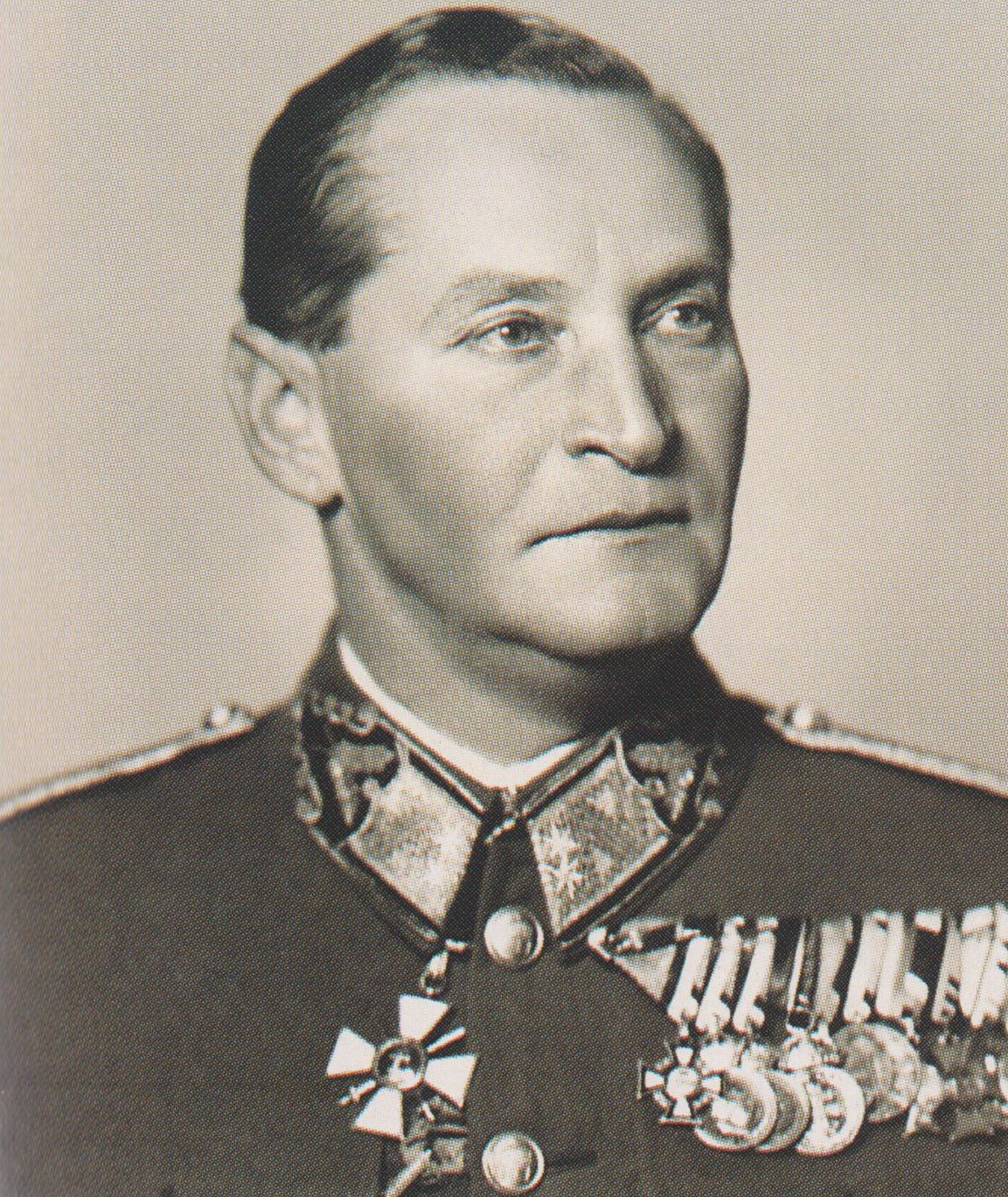
Miklós em 1944

Em 21 de dezembro de 1944, a Assembleia Interina se reuniu em Debrecen. Estavam presentes representantes do Partido Comunista, dos Pequenos Agricultores, do Partido Social-Democrata, do Partido Camponês e do Partido Cidadão. A Assembleia elegeu o governo interino, com aprovação soviética, que foi liderado por Miklós. Ele permaneceu neste cargo até as próximas eleições em 15 de novembro de 1945. O Alto Conselho Nacional, que funcionava como um chefe de estado coletivo, foi formado em 26 de janeiro de 1945 sob a presidência de Béla Zsedényi. Miklós, como primeiro-ministro em exercício, também se tornou membro do órgão. Durante seu governo, a prisão de criminosos de guerra e os confiscos começaram, organizações pró-alemãs e partidos políticos foram dissolvidos, e o novo regime removeu os "elementos reacionários" das instituições públicas e do exército húngaro. O Governo Nacional Provisório estabeleceu os tribunos populares. Miklós dissolveu a Ordem Militar de Maria Teresa com um decreto no verão de 1945. Béla Miklós não conseguiu impedir a deportação de centenas de milhares para a União Soviética. Após as eleições parlamentares húngaras de 1945, ele foi substituído por Zoltán Tildy. 

### Vida posterior

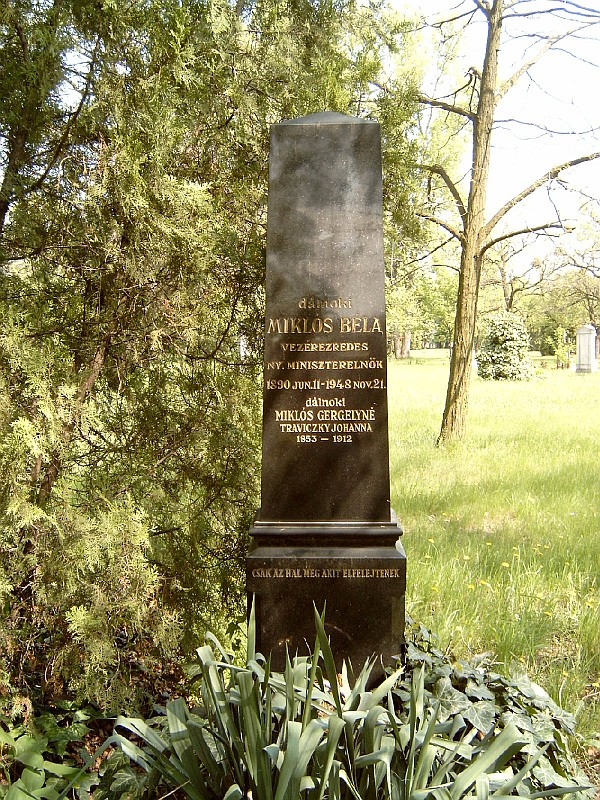
Túmulo de Miklós em Budapeste

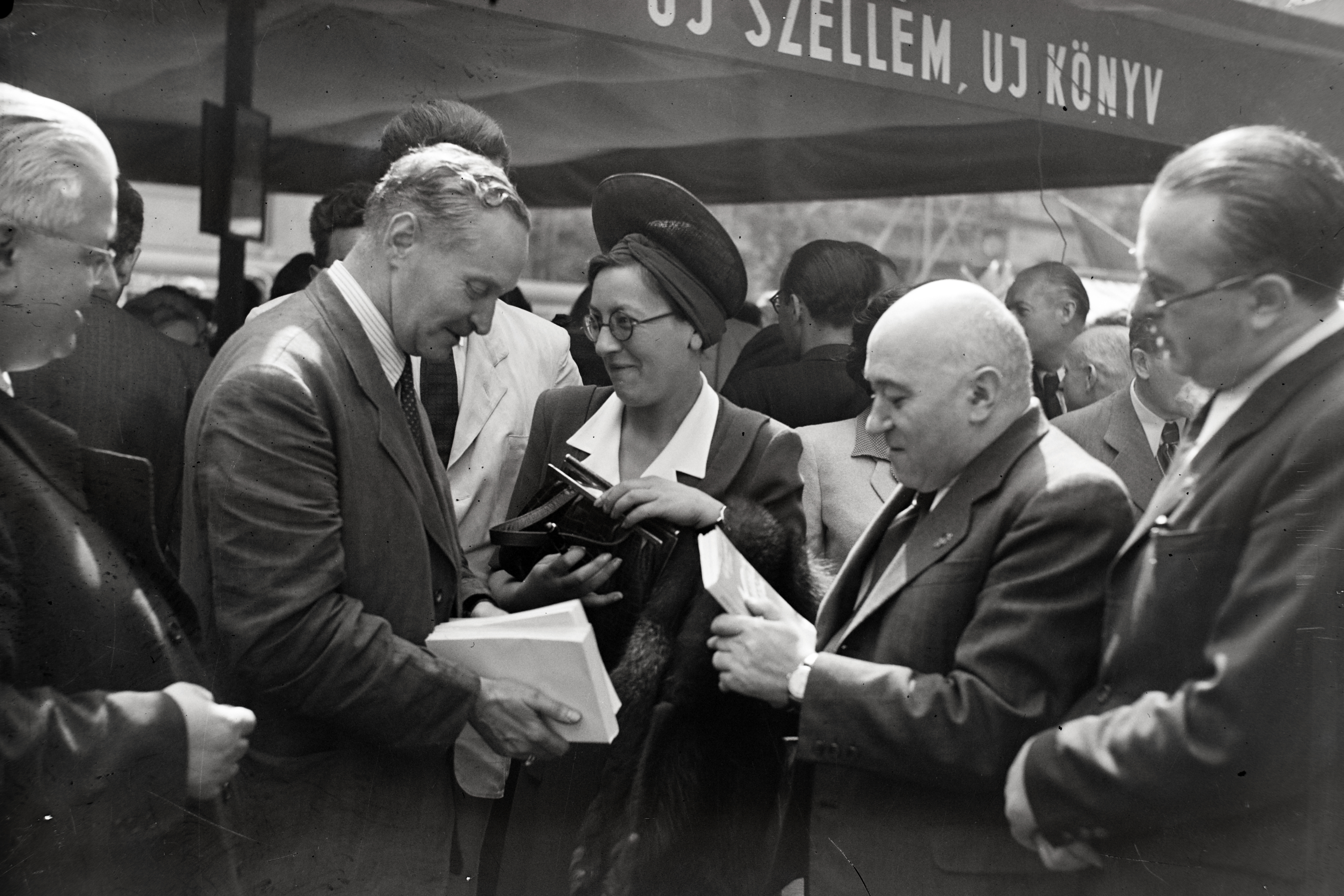
István Balogh, Béla Miklós, sua esposa, Mátyás Rákosi e Zoltán Vas, 1945

Em julho de 1947, ele se tornou um membro fundador do Partido da Independência Húngaro (MFP: Magyar Függetlenségi Párt), uma cisão do Partido Independente dos Pequenos Agricultores, Trabalhadores Agrários e Cívico. Nas eleições parlamentares húngaras semi-livres de 1947, ele ganhou uma cadeira para o partido. Entretanto, todos os mandatos do Partido da Independência, que foi difamado como "fascista", foram cancelados em novembro de 1947 sob pressão do Partido Comunista Húngaro dos Trabalhadores. Depois disso, Miklós se retirou da vida pública. 
Ele morreu um ano depois de causas desconhecidas e foi enterrado sem honras militares. 

## Prêmios e condecorações
| Predefinição:Ribbon devices/alt | Predefinição:Ribbon devices/alt | Predefinição:Ribbon devices/alt | Predefinição:Ribbon devices/alt |
| Predefinição:Ribbon devices/alt | Predefinição:Ribbon devices/alt | Predefinição:Ribbon devices/alt | Predefinição:Ribbon devices/alt |
| Predefinição:Ribbon devices/alt | Predefinição:Ribbon devices/alt | Predefinição:Ribbon devices/alt | Predefinição:Ribbon devices/alt |
| Predefinição:Ribbon devices/alt | Predefinição:Ribbon devices/alt | Predefinição:Ribbon devices/alt | Predefinição:Ribbon devices/alt |
| Predefinição:Ribbon devices/alt | Predefinição:Ribbon devices/alt | Predefinição:Ribbon devices/alt | Predefinição:Ribbon devices/alt |
| Predefinição:Ribbon devices/alt | Predefinição:Ribbon devices/alt |                                 |                                 |
| Predefinição:Ribbon devices/alt |                                 |                                 |                                 |
| Predefinição:Ribbon devices/alt |                                 |                                 |                                 |

| 1ª Fileira | Medalha de Mérito Militar de Ouro em Fita de Guerra com Espadas (7 de janeiro de 1942) | Ordem do Mérito do Reino da Hungria, Cruz de Comandante com Estrela em Fita de Guerra com Espadas (23 de setembro de 1941) | Ordem do Mérito do Reino da Hungria, Cruz de Comandante com Estrela em Fita de Guerra (1940) | Ordem do Mérito do Reino da Hungria, Cruz de Comandante em Fita de Guerra com Espadas (1939) |
| 2ª Fileira | Ordem do Mérito do Reino da Hungria, Cruz de Comandante em Fita de Guerra              | Ordem de Mérito do Reino da Hungria, 3ª Classe (1932)                                                                      | Cruz de Mérito Militar, 3ª Classe com Condecoração de Guerra e Espadas (1914; 1918)          | Medalha de Mérito Militar de Prata com Fita de Guerra e Espadas (1917)                       |
| 3ª Fileira | Medalha de Mérito Militar de Bronze com Fita de Guerra e Espadas (1915)                | Medalha de Mérito Militar de Bronze Húngara (1930)                                                                         | Cruz da Tropa de Carlos                                                                      | Medalha Comemorativa Húngara da Primeira Guerra Mundial                                      |
| 4ª Fileira | Cruzes de Longo Serviço para Oficiais, 2ª Classe                                       | Cruzes de Longo Serviço para Oficiais, 3ª Classe (18 de setembro de 1930)                                                  | Medalha Comemorativa da Transilvânia                                                         | Medalha Comemorativa da Baixa Hungria                                                        |
| 5ª Fileira | Cruz de Mobilização 1912/13                                                            | Ordem da Águia Alemã, Grã-Cruz com Estrela (1941)                                                                          | Grã-Cruz da Ordem do Mérito Militar em Condecoração de Guerra (1 de dezembro de 1943)        | Condecoração da Cruz Vermelha Alemã de 1ª Classe (17 de outubro de 1936)                     |
| 6ª Fileira | Cruz de Ferro 1ª Classe (1941)                                                         | Cruz de Ferro 2ª Classe (1941)                                                                                             |                                                                                              |                                                                                              |
| Distintivo | Cruz de Cavaleiro da Cruz de Ferro (20 de janeiro de 1942)                             | Cruz de Cavaleiro da Cruz de Ferro (20 de janeiro de 1942)                                                                 | Cruz de Cavaleiro da Cruz de Ferro (20 de janeiro de 1942)                                   | Cruz de Cavaleiro da Cruz de Ferro (20 de janeiro de 1942)                                   |
| Distintivo | Distintivo da Ordem de Vitéz                                                           | Distintivo da Ordem de Vitéz                                                                                               | Distintivo da Ordem de Vitéz                                                                 | Distintivo da Ordem de Vitéz                                                                 |